# Facharzt für Öffentliches Gesundheitswesen
Facharzt für Öffentliches Gesundheitswesen / Fachärztin für Öffentliches Gesundheitswesen ist in Deutschland die offizielle Bezeichnung für einen Facharzt, der sich auf die ärztliche Tätigkeit im Gebiet Öffentliches Gesundheitswesen spezialisiert hat.

## Gebiet Öffentliches Gesundheitswesen
Das Gebiet Öffentliches Gesundheitswesen umfasst nach der Definition der deutschen Weiterbildungsordnung für Ärztinnen und Ärzte von 2018 die Beobachtung, Begutachtung und Wahrung der gesundheitlichen Belange der Bevölkerung und die Beratung der Träger öffentlicher Aufgaben in gesundheitlichen Fragen einschließlich Planungs- und Gestaltungsaufgaben zu Gesundheitsförderung, Prävention und der gesundheitlichen Versorgung sowie der öffentlichen Hygiene, der Gesundheitsaufsicht sowie der Verhütung und Bekämpfung von Krankheiten.

## Facharzt-Weiterbildung
Um in Deutschland als Facharzt für Öffentliches Gesundheitswesen tätig werden zu können, muss nach dem Abschluss eines Medizinstudiums und erteilter Approbation als Arzt eine mindestens fünfjährige Weiterbildung im Gebiet Öffentliches Gesundheitswesen mit Erfolg absolviert worden sein. Die Berechtigung zur Führung einer Facharzt- oder Zusatzbezeichnung wird nach einer mündlichen Prüfung von der zuständigen Landesärztekammer erteilt.
Die Weiterbildung muss an zugelassenen Weiterbildungsstätten absolviert werden: mindestens 60 Monate Öffentliches Gesundheitswesen. Davon müssen abgeleistet werden:
- 24 Monate in einer Einrichtung des öffentlichen Gesundheitswesens, davon
  - 12 Monate in einem Gesundheitsamt
- 24 Monate in anderen Gebieten der unmittelbaren Patientenversorgungabgeleistet werden
- 6 Monate in Psychiatrie und Psychotherapie, davon
  - können zum Kompetenzerwerb bis zu 3 Monate Weiterbildung im sozialpsychiatrischen Dienst des Gesundheitsamtes erfolgen
- 6 Monate (720 Stunden) Kurs-Weiterbildung für Öffentliches Gesundheitswesen abgeleistet werden, davon
  - können zum Kompetenzerwerb bis zu 3 Monate (360 Stunden) Weiterbildung im Rahmen eines Postgraduierten-Kurses in Public Health erfolgen.[2]

Bei der Anmeldung zur Weiterbildungsprüfung müssen der zuständigen Ärztekammer sämtliche Nachweise über die erfüllten Mindestanforderungen vorgelegt werden. Dazu gehören auch die Logbuch-Dokumentationen über alle durch die MWBO vorgegebenen Inhalte der Weiterbildung. Zur Weiterbildungsprüfung muss man darlegen, dass man über die entsprechenden Kenntnisse, Erfahrungen und Fertigkeiten im Fach verfügt.

### Inhalte der Weiterbildung
Zur Weiterbildungsprüfung muss dargelegt werden können, dass man Kenntnisse, Erfahrungen und Fertigkeiten unter anderem in folgenden Bereichen erlangt hat:
- Verfahren, Normen und Standards der öffentlichen und kommunalen Gesundheitssicherung und der Gesundheitsverwaltung
- Umsetzung, Sicherstellung und Implementation der bevölkerungsbezogenen rechtlichen und fachlichen Normen der Gesundheitssicherung und des Gesundheitsschutzes
- Beratung und Unterstützung von politischen Vertretern und zivilgesellschaftlichen Institutionen zu gesundheitspolitischen Fragestellungen (Gesundheitsplanung, -sicherung, -schutz, besondere Gefährdungslagen) sowie bei der Risikokommunikation
- Gesundheitsberichterstattung
- Prävention und Gesundheitsförderung
- Infektionsschutz
- Umweltbedingte Gesundheitsbelastungen
- Begutachtungen im Amtsärztlichen Dienst
- Amtsärztliche Aufgaben
- Kinder- und jugendärztliche Aufgaben
- Sozialpsychiatrische Aufgaben
- Pandemieplanung und Katastrophenschutz
- Hygiene und Gesundheitsschutz, Krankenhaushygiene

Die Inhalte der Musterweiterbildungsordnung sind allerdings nur eine Empfehlung für die rechtsverbindlichen Weiterbildungsordnungen der Landesärztekammern, die hiervon abweichende Regelungen treffen können.